# Montalbán (Carabobo)
Montalbán é um município da Venezuela localizado no estado de Carabobo.
A capital do município é a cidade de Montalbán.